# OFI克里特足球會
克里特OFI（希臘語：ΠΑΕ ΟΦΗ 1925）是希腊克里特岛首府伊拉克利翁的一个足球俱乐部。OFI是希腊语Όμιλος Φιλάθλων Ηρακλείου（拉丁转写为Omilos Filathlon Irakleiou）的拉丁缩写，意为“伊拉克利翁支持者俱乐部”。
2008–09赛季末，克里特OFI降入乙级联赛。该队曾多次参加欧洲冠军联赛。

## 荣誉
- 希腊盃足球赛
  - 冠军：1987